# Trzęsienie ziemi w Nangarhar (2009)
Trzęsienie ziemi w Nangarhar (2009) – trzęsienie ziemi, jakie nawiedziło region wschodniego Afganistanu w noc 16 kwietnia 2009 roku, powodując rozległe zniszczenia w granicach okręgu Sherzad, w prowincji Nangarhar. W kilka godzin później region nawiedził nieco słabszy wstrząs, który spowodował dalsze zniszczenia zabudowy i śmierć kolejnych osób. Łącznie – na skutek obu zdarzeń zginęło dziewiętnaście osób, a niemal czterdzieści odniosło obrażenia.

## Zdarzenia
Trzęsienie ziemi o sile 5,5 magnitudy uderzyło w region o godzinie 1:57 w nocy. Jego hipocentrum znajdowało się na głębokości 5,7 kilometra.
Wstrząsy odczuto na terenie całego środkowego Afganistanu – m.in. w stolicy kraju, Kabulu, a także na terenach przygranicznych Pakistanu (m.in. w Islamabadzie), jak również w Dolinie Kaszmiru. Według niepotwierdzonych informacji, wibracje mogły zostać odczute nawet w odległym Delhi – dawnej stolicy Indii.
O godzinie 4:12 – nieco ponad dwie godziny po pierwszym wstrząsie – region nawiedził wstrząs wtórny, którego siłę oceniono na 5,1 magnitudy. Wstrząs przyczynił się do powiększenia zniszczeń i uszkodzeń już naruszonych konstrukcji, a także śmierci tych, którzy po pierwszym trzęsieniu ziemi postanowili wrócić do domów.

## Skutki
Z uwagi na słabą jakość miejscowej zabudowy, a także porę wystąpienia wstrząsów, liczba ofiar okazała się stosunkowo wysoka, jak na tak umiarkowaną siłę trzęsienia: zginęło dziewiętnaście osób, a 37 odniosło obrażenia. Zniszczeniu uległo co najmniej 370 budynków, z których około pięćdziesięciu zawaliło się kompletnie. Do największych zniszczeń doszło w miejscowościach: Khodi Khel i Sargad Khel.